# The Circus (album d'Erasure)
Pour les articles homonymes, voir Circus.
Albums de Erasure
Wonderland
(1986) The Two-Ring Circus
(1987)
Singles
The Circus est le 2e album studio du groupe britannique Erasure, paru le 30 mars 1987 (Royaume-Uni).
Il contient les quatre premiers tubes du groupe au Royaume-Uni : Sometimes, It Doesn't Have to Be, Victim of Love et The Circus. Le premier single à en être extrait, Sometimes, marque le décollage commercial du groupe dans son propre pays, le Royaume-Uni.
Les trois singles suivants, extraits de cet album, ont tous été des hits et permirent à l'album The Circus d'être certifié disque de platine au Royaume-Uni.
En France, Sometimes ne se classe que faiblement, au n°39 du Top 50, et constitue encore aujourd'hui la dernière entrée d'Erasure dans les classements musicaux français.
Il s'agit de l'un des albums les plus variés de la carrière d'Erasure, tant au niveau de l'instrumentation (pour laquelle les synthétiseurs côtoient, selon les morceaux, de la guitare acoustique, des cuivres, un xylophone, de l'harmonium, de l'accordéon ou encore du Limonaire) qu'à celui de la thématique des chansons : outre l'amour, thème dont le groupe était jusqu'alors coutumier, on y trouve aussi l'apartheid (It Doesn't Have to Be, comporte même un passage en swahili), la fermeture des usines et le chômage consécutif au thatchérisme (The Circus), le déchirant coming-out d'un adolescent adressé à ses parents (Hideaway) et l'expression d'un désespoir suicidaire aspirant à une autre vie post-mortem, sur la valse en fin de Spiralling (Safety in Numbers). En outre, l'édition CD de cet album comporte une reprise d'un instrumental classique, In the Hall of the Mountain King / Dans l'Antre du Roi de la Montagne du compositeur norvégien Edvard Grieg. Une autre version de cette reprise est également disponible en face B du single It Doesn't Have to Be.
Une réédition remastérisée de cet album, augmentée d'un second CD et d'un DVD en bonus, est parue le 4 juillet 2011. Le DVD comporte la réédition du concert Live At The Seaside, filmé à Brighton le 17 avril 1987, pour la première fois réédité depuis sa sortie initiale en VHS.
Le 5 février 2016, dans le cadre de la célébration des 30 ans d'Erasure, l'album The Circus est réédité au format vinyle 33 tours.

## Classement parmi les ventes de disques
| Pays                                   | Meilleure position |
| -------------------------------------- | ------------------ |
| Royaume-Uni                            | 6                  |
| Suisse                                 | 9                  |
| Suède                                  | 12                 |
| Allemagne                              | 16                 |
| Argentine                              | 16                 |
| Communauté économique européenne (CEE) | 16                 |
| Finlande                               | 24                 |
| Nouvelle-Zélande                       | 40                 |
| Pays-Bas                               | 48                 |
| Canada                                 | 91                 |
| Australie                              | 97                 |
| États-Unis                             | 190                |

## Détail des plages

### Édition originale, 1987
| 1.    | It Doesn't Have to Be                          | 3:53 |
| 2.    | Hideaway                                       | 3:48 |
| 3.    | Don't Dance                                    | 3:36 |
| 4.    | If I Could                                     | 3:52 |
| 5.    | Sexuality                                      | 3:55 |
| 6.    | Victim Of Love                                 | 3:40 |
| 7.    | Leave Me to Bleed                              | 3:21 |
| 8.    | Sometimes                                      | 3:37 |
| 9.    | The Circus                                     | 5:30 |
| 10.   | Spiralling                                     | 3:10 |
| 11.   | In the Hall of the Mountain King (New Version) | 2:58 |
| 12.   | Sometimes (Extended Mix)                       | 5:22 |
| 13.   | It Doesn't Have to Be (The Boop Oopa Doo Mix)  | 7:12 |
| 54:13 |                                                |      |

### Réédition deluxe, 2011
| 1.  | It Doesn't Have to Be                                                                                        |  |
| 2.  | Hideaway |  |
| 3.  | Don't Dance                                                                                                  |  |
| 4.  | If I Could                                                                                                   |  |
| 5.  | Sexuality |  |
| 6.  | Victim of Love                                                                                               |  |
| 7.  | Leave Me to Bleed                                                                                            |  |
| 8.  | Sometimes |  |
| 9.  | The Circus                                                                                                   |  |
| 10. | Spiralling                                                                                                   |  |
| 11. | In The Hall Of The Mountain King (from the Peer Gynt suite N°1 opus 46 by Edvard Grieg, arranged by Erasure) |  |
| 12. | Sometimes (12" mix, remixed by erasure / trumpet by Guy Barker)                                              |  |
| 13. | It Doesn't Have to Be (Boop Oopa Doo mix, remixed by Mixmaster Phil Harding at PWL)                          |  |

| 1.  | Sexuality (12" mix)                                            |  |
| 2.  | Sometimes (Shiver mix)                                         |  |
| 3.  | The Circus (Bareback Rider mix)                                |  |
| 4.  | Who Needs Love Like That (Betty Boop mix)                      |  |
| 5.  | It Doesn't Have to Be (Cement mix)                             |  |
| 6.  | The Soldier's Return (The return of the radical Radcliffe mix) |  |
| 7.  | Victim of Love (Vixen vitesse mix)                             |  |
| 8.  | If I Could (Japanese mix)                                      |  |
| 9.  | The Circus (BBC Radio One session, 10/03/1987)                 |  |
| 10. | Gimme! Gimme! Gimme! (BBC Radio One session, 10/03/1987)       |  |
| 11. | Spiralling (BBC Radio One session, 10/03/1987)                 |  |
| 12. | Phantom Bride (BBC Radio One session, 10/03/1987)              |  |

#### DVD - Promos / Top Of The Pops performances / Live At The Seaside / MP3
(réédition en DVD de la cassette video d'époque, Live at the Seaside, initialement parue en 1987).
 Note : La bande son demeure en stéréo et l'image conserve le ratio 4/3 d'origine pour l'ensemble du DVD. Le format vidéo est en NTSC.
Promos
1. Sometimes
2. It Doesn't Have to Be
3. Victim of Love
4. The Circus

Top Of The Pops performances, BBC archives
1. Sometimes (20/11/1987)
2. It Doesn't Have to Be (19/03/1987)
3. Victim of Love (05/06/1987)
4. The Circus (22/10/1987)

Live At The Seaside, Brighton Dome, 14/04/1987
1. Safety in Numbers
2. Victim of Love
3. It Doesn't Have to Be
4. Don't Dance
5. Who Needs Love (Like That)
6. Leave Me to Bleed
7. If I Could
8. Oh l'amour
9. The Circus
10. Say What
11. Sometimes
12. Spiralling
13. Gimme! Gimme! Gimme!

Live At The Seaside, Brighton, Royaume-Uni, 08/08/1986 - Downloads
Fichiers MP3 du concert